# Maxime Spinnewyn
Maxime Spinnewyn est un joueur français de volley-ball né le 25 février 1991 à Lyon. Il mesure 1,88 m et joue passeur.

## Clubs
| Club             | Pays   | De        | À         |
| ---------------- | ------ | --------- | --------- |
| FL Saint-Quentin | France | 2010-2011 | 2014-2015 |